# 박대한 (1996년)
박대한(한국 한자: 朴大翰, 1996년 4월 19일 ~ )은 대한민국의 축구 선수이다. 포지션은 골키퍼이다. 현재 부산 아이파크 소속이다.